# Euskelis
Els euskelis (Euskelia) són un clade d'amfibis temnospòndils que visqueren des de finals del període Carbonífer fins a finals del Permià. S'ha suggerit que aquest clade podria haver donat lloc als lissamfibis, que s'agruparien dins els dissorofoïdeus.